# Aroumain

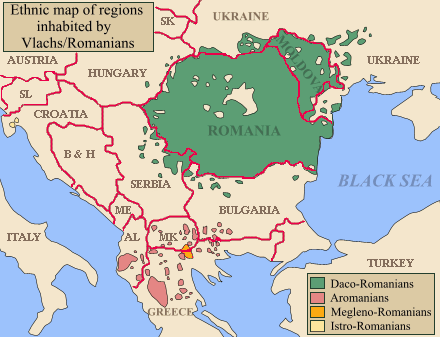
langues romanes orientales :
Roumain
Aroumain
Mégléno-roumain
Istro-roumain

L’aroumain (endonyme : limba armãneascã ou armãnã, désigné aussi par l’adverbe armãneashte/armãneshce), dit aussi macédo-roumain en Roumanie, est une langue romane parlée dans le Sud des Balkans par les Aroumains, faisant partie du diasystème roman de l'Est.
L’aroumain est considéré par certains linguistes comme une langue à part, comme le daco-roumain (qu’on appelle communément le roumain), le mégléno-roumain et l’istro-roumain.
Toutefois, pour d’autres linguistes, il s’agirait d’un dialecte du roumain. La seule certitude sur laquelle tous les linguistes et les toponymistes s’accordent, est que ces langues, individualisées à partir du Xe siècle, proviennent d’un tronc commun roman appelé proto-roumain, évolué du latin vulgaire parlé dans la péninsule des Balkans et le bassin du Bas-Danube.

## Locuteurs
Sur le nombre de locuteurs de l’aroumain il n’y a que des estimations. La plus fiable semble être celle d’un document du Conseil de l'Europe qui fait état de 250 000 personnes sur un nombre total de 500 000,. La seule donnée numérique exacte se trouve dans les résultats du recensement de la population de 2011 d’Albanie, où 3 848 personnes se déclarent de langue maternelle albanaise sur 8 266 se déclarant d’ethnie aroumaine.
La plupart des Aroumains vivent dans les Balkans (en Grèce, Albanie, Serbie, Bulgarie et Macédoine du Nord), et leur diaspora est relativement significative, étant répandue en Roumanie, en Europe occidentale (France, Allemagne), aux États-Unis d'Amérique, au Canada, en Amérique latine et en Australie.

## Histoire externe

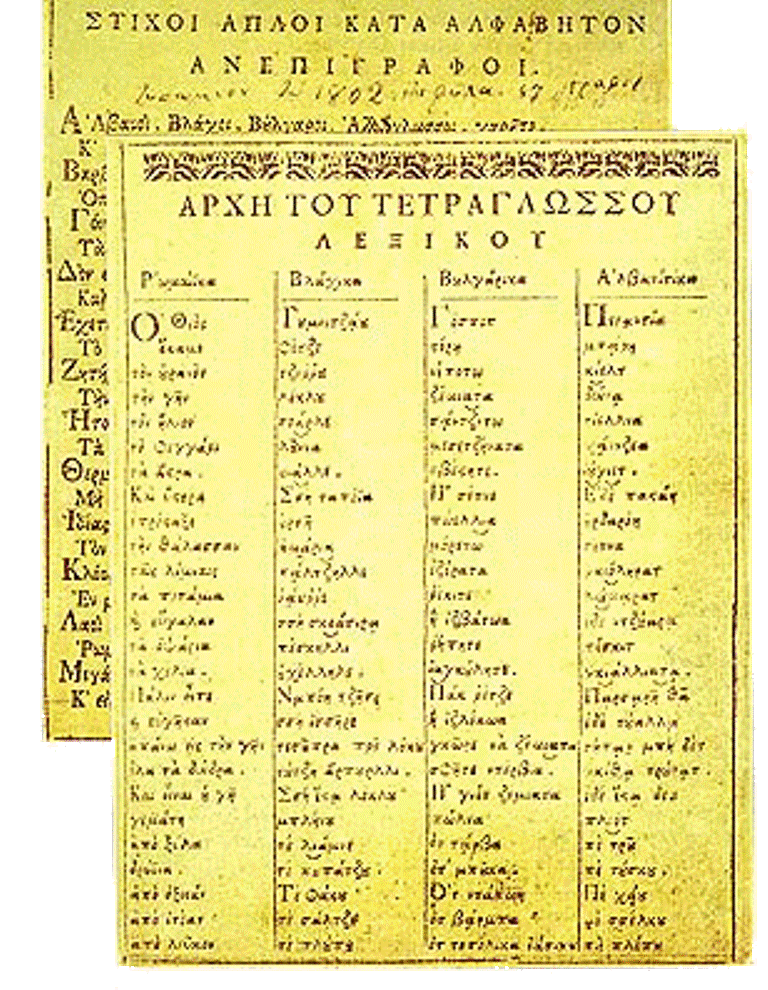
Le lexique de Daniil Moscopoleanul (Venise, 1794, 1802).

L’histoire externe de l’aroumain est d’habitude divisée en trois périodes.
La première période, prélittéraire, entre la formation de la langue et le XVIIIe siècle, est pratiquement inconnue et bon nombre de ses aspects sont controversés.
On s’accorde en général à considérer que l’aroumain s’est individualisé au sud du Danube, étant le premier à se détacher du proto-roumain, au Xe siècle au plus tard, mais le territoire de ce processus est discuté. La plupart des linguistes le voient dans la partie Est de la région située entre le Danube et la chaîne de montagnes du Grand Balkan, d’où les Aroumains auraient migré vers le Sud. D’autres linguistes affirment que l’aroumain s’est formé au moins en partie dans le Pinde et en Albanie du Sud aussi. La première attestation des Aroumains appartient au chroniqueur byzantin Georgios Kedrenos qui mentionne leur existence en Macédoine en se rapportant à l’an 976. Au XIe siècle, c’est l’aristocrate byzantin Kékauménos qui les mentionne, en affirmant qu’ils sont arrivés dans le Pinde depuis la région du Danube.
De cette période il ne reste que des mots aroumains isolés (noms de personnes, dont des surnoms) dans des textes grecs, slaves et turcs. Le plus ancien serait le nom de personne Tsintsilukis, noté par un historien byzantin en 1156. D’après Alexandru Philippide et Theodor Capidan il provient du syntagme tsintsi luchi « cinq loups ».
Au XVe siècle, le chroniqueur Laonikos Chalkokondylas remarque la parenté entre l’aroumain et le roumain.

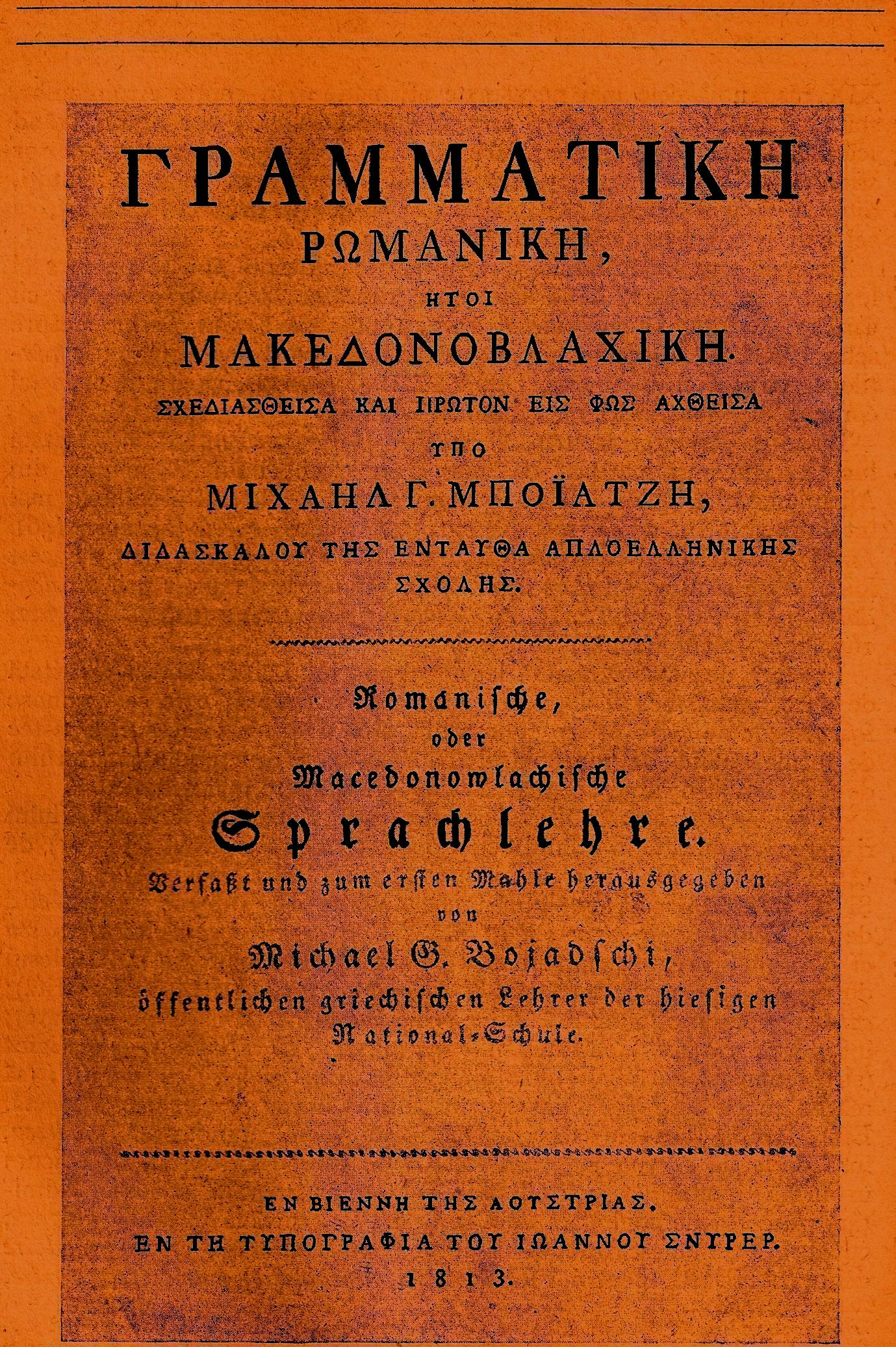
La grammaire de Boiagi, (Vienne, 1813).

La deuxième période, ancienne, de l’aroumain est le XVIIIe siècle. C’est à cette époque-là que l’aroumain devient la seule langue sud-danubienne écrite, d’abord en alphabet grec. Les premiers textes sont brefs. Ce sont une inscription sur une icône, avec la traduction en grec, en albanais et en latin, attribuée à un moine et prêtre, Nectarie Tărpu, et datée 1731, ainsi qu’une inscription non datée sur un récipient appelé « vase de Simota ».
Au cours de ce siècle, la ville Moscopole d’Albanie devient un centre culturel aroumain important. Des moines et des prêtres y vivant créent surtout une littérature religieuse orthodoxe, mais aussi des ouvrages lexicographiques et pédagogiques. Sont à mentionner :
- un livre de liturgie non daté et non localisé ;
- un glossaire grec-aroumain-albanais[12] ;
- un lexique de conversation grec-albanais-aroumain-bulgare[13] ;
- un abécédaire[14] ;
- un recueil manuscrit de traductions religieuses non daté, connu sous le nom de Codex Dimonie.

Après la destruction de Moscopole par les Turcs, en 1788, de nombreux lettrés aroumains émigrent dans la Monarchie de Habsbourg, où ils connaissent les idées des Lumières et commencent à travailler sous l’influence de l’École transylvaine, un mouvement culturel national des lettrés roumains de Transylvanie.

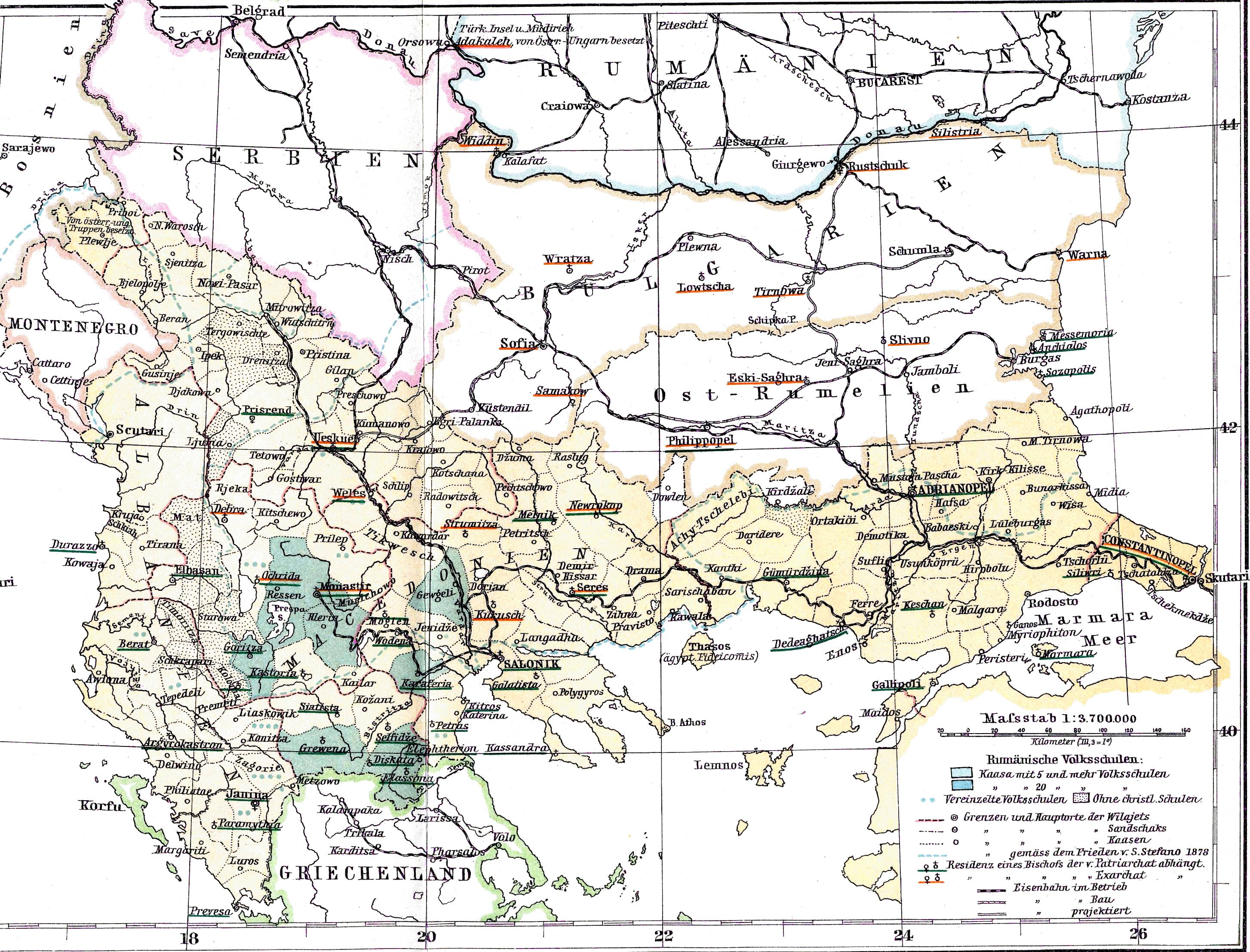
Zones avec des écoles roumaines pour les Aroumains et les Mégléno-roumains dans l’Empire ottoman (en gris) (1886).

La troisième période, moderne, commence au XIXe siècle. Les auteurs passent à l’alphabet latin et font paraître des ouvrages philologiques latinisants influencés par la langue roumaine. À cause de cette influence, leur langage est artificiel, éloigné de la langue parlée.
Dans la deuxième moitié de ce siècle, après qu’en Macédoine on a fondé des écoles roumaines, il apparaît une littérature aroumaine moderne, surtout de la plume d’anciens élèves de ces écoles. À partir de 1864, ils cultivent une littérature artistique et des essais en aroumain, traduisant aussi des ouvrages en cette langue. Les représentants les plus notables de cette littérature sont Mihail Nicolescu, Tashcu Iliescu, Constantin Belimace, Nushi Tulliu, Zicu A. Araia, Nicolae Batzaria et George Murnu.
On publie aussi des contes populaires et des textes de chansons folkloriques, surtout après 1890, dans des recueils réalisés par Gustav Weigand (de) et Pericle Papahagi.
Des écoles destinées aux Aroumains soutenues par l’État roumain et enseignant, il est vrai, surtout en roumain, ont existé jusqu’en 1945, surtout en Grèce. Toujours dans la deuxième moitié de ce siècle, et jusqu’en 1945, il y a eu aussi, dans certaines périodes, des services religieux en aroumain.

## Situation auXXIesiècle
Dans tous les pays où elle vit, les tendances d’assimilation de la population aroumaine et, par conséquent, de perte de sa langue et de sa culture, ont été puissantes. La langue aroumaine a reculé, mais subsiste, et sa situation s’est même améliorée après 1990.
L’Assemblée parlementaire du Conseil de l'Europe a adopté lors d’une session en 1997, la recommandation 1333 sur la culture et la langue aroumaines, en soulignant le caractère menacé de cette langue. Elle a appelé les gouvernements des États où vivent des Aroumains à faciliter l’utilisation de leur langue dans l’enseignement, le culte et les médias. Bien que cette recommandation ne soit pas entièrement suivie, on constate un certain progrès dans la préservation de l’aroumain.
La Macédoine du Nord est un pays où les Aroumains ont le statut de minorité nationale et depuis 2001, l’aroumain est langue officielle dans la ville de Kruševo. En 2001, le linguiste américain Victor A. Friedman constatait que l’aroumain était enseigné à Skopje, Štip, Bitola, Kruševo, Kumanovo, Struga et Ohrid, et qu’il y avait des émissions de radio et de télévision en cette langue.
Dans ce pays, la vie littéraire aroumaine est relativement active. À côté d’ouvrages littéraires originaux, il est intéressant de mentionner que l’écrivain Dina Cuvata a traduit en aroumain le Cantique des Cantiques, l’Iliade, l’Odyssée, l’Énéide, la Chanson des Nibelungen, la Divine Comédie, etc., et qu’il a publié un dictionnaire des écrivains aroumains.
En Albanie aussi, les Aroumains ont reçu le statut de minorité nationale le 13 octobre 2017. Le chercheur Dorin Lozovanu, de la République de Moldavie, écrivait en 2012 que dans les localités de Korçë, Divjakë, Selenicë et Vlora il y avait des écoles où on enseignait l’aroumain en option. Il mentionnait également qu’à Divjaka et à Vlora, les services religieux se faisaient surtout en cette langue, ainsi que l’existence d’une presse aroumaine.
En Roumanie, les Aroumains n’ont aucun statut juridique, mais l’intérêt pour leur langue a pris un certain essor là aussi. Dans l’enseignement public, les établissements peuvent introduire dans leur cursus, à titre optionnel, l’enseignement de la discipline « Culture et traditions aroumaines » comprenant aussi des leçons de langue. Il y a aussi des programmes approuvés par le Ministère de l’éducation, qui prévoient une heure de cours par semaine pour cette discipline. La langue est enseignée également dans le cadre de projets d’organisations aroumaines.
Dans ce pays aussi, la vie littéraire aroumaine est relativement active. Dès les années 1980 ont paru quelques volumes, et depuis les années 1990, les écrivains aroumains peuvent cultiver librement leur littérature. Le genre le mieux représenté est la poésie et les ouvrages paraissent en volume ou dans des revues, publiés par les éditions Cartea Aromãnã, par exemple, qui publie également Rivista di litiratură shi studii armãni [« Revue de littérature et études aroumaines »]. Un autre éditeur d’ouvrages en aroumain est la société Predania, dans le cadre de son projet « Avdhela ».
Radio România Internațional émet régulièrement des programmes en aroumain.
En 2013 on a présenté le premier film artistique de long métrage en aroumain, Nu hiu faimos ama hiu Armãn (Je ne suis pas fameux mais je suis Aroumain), du réalisateur aroumain de Roumanie Toma Enache. Le même réalisateur traduit en aroumain et met en scène des pièces roumaines et autres.
L’aroumain est aussi cultivé par certaines organisations aroumaines de la diaspora occidentale, par exemple l’Association des Français Makedon-Armouns (AFMA) – Tra Armanami.

## Efforts de standardisation
À cause des conditions spécifiques de son existence, l’aroumain n’est pas standardisé. Les auteurs du passé ont écrit chacun dans sa propre variété régionale, et les auteurs actuels font de même.
C’est la linguiste d’origine aroumaine Matilda Caragiu Marioțeanu ayant vécu en Roumanie qui a commencé les activités de standardisation. Son dictionnaire paru en 1997 propose des normes conformément à plusieurs critères. Selon l’un de ceux-ci, elle choisit les traits les plus répandus sur le territoire de l’aroumain, en éliminant ceux qui se limitent à des régions relativement peu étendues. Du point de vue étymologique, elle propose des variantes qui sont le plus proches de leurs étymons. Elle prend également pour critère les spécifités de l’aroumain, en retenant des variantes qui ne sont pas communes avec les autres langues romanes orientales. Pour ce qui est de l’adaptation des emprunts récents, elle leur donne des terminaisons aroumaines mais s’oppose à la modification de leurs radicaux selon les lois phonétiques anciennes. Dans le même temps, elle préconise de garder les graphèmes utilisés traditionnellement par les linguistes roumains pour transcrire l’aroumain, ce qui implique d’utiliser pour les phones communs avec le roumain les mêmes graphèmes que l’écriture du roumain.
Le linguiste aroumain Iancu Ballamaci d’Albanie utilise lui aussi la notation traditionnelle dans son manuel d’aroumain. Dans le même temps, il s’efforce de s’adresser à tous les Aroumains, en donnant souvent plusieurs variantes dialectales des mots.
Tiberius Cunia, un intellectuel aroumain sans formation linguistique qui a vécu aux États-Unis, a proposé un système d’écriture destiné à être standardisé, dont il a éliminé toutes les lettres roumaines à diacritiques. Il l’a présenté à un congrès tenu en 1997 à Bitola, en Macédoine, où il a été adopté, bien que ce congrès ne puisse pas représenter tous les Aroumains. En 2010, Cunia a fait paraître un vaste dictionnaire avec l’explication des mots en aroumain et donnant leurs équivalents en roumain, en français et en anglais, écrit avec son système graphique et dans lequel il a appliqué les lois phonétiques de l’aroumain sur les radicaux aussi. Il existe un cours en ligne d’initiation à son système d’écriture.
Ces efforts de standardisation n’ont pas abouti, à cause des divergences entre leurs initiateurs.

## Variétés régionales

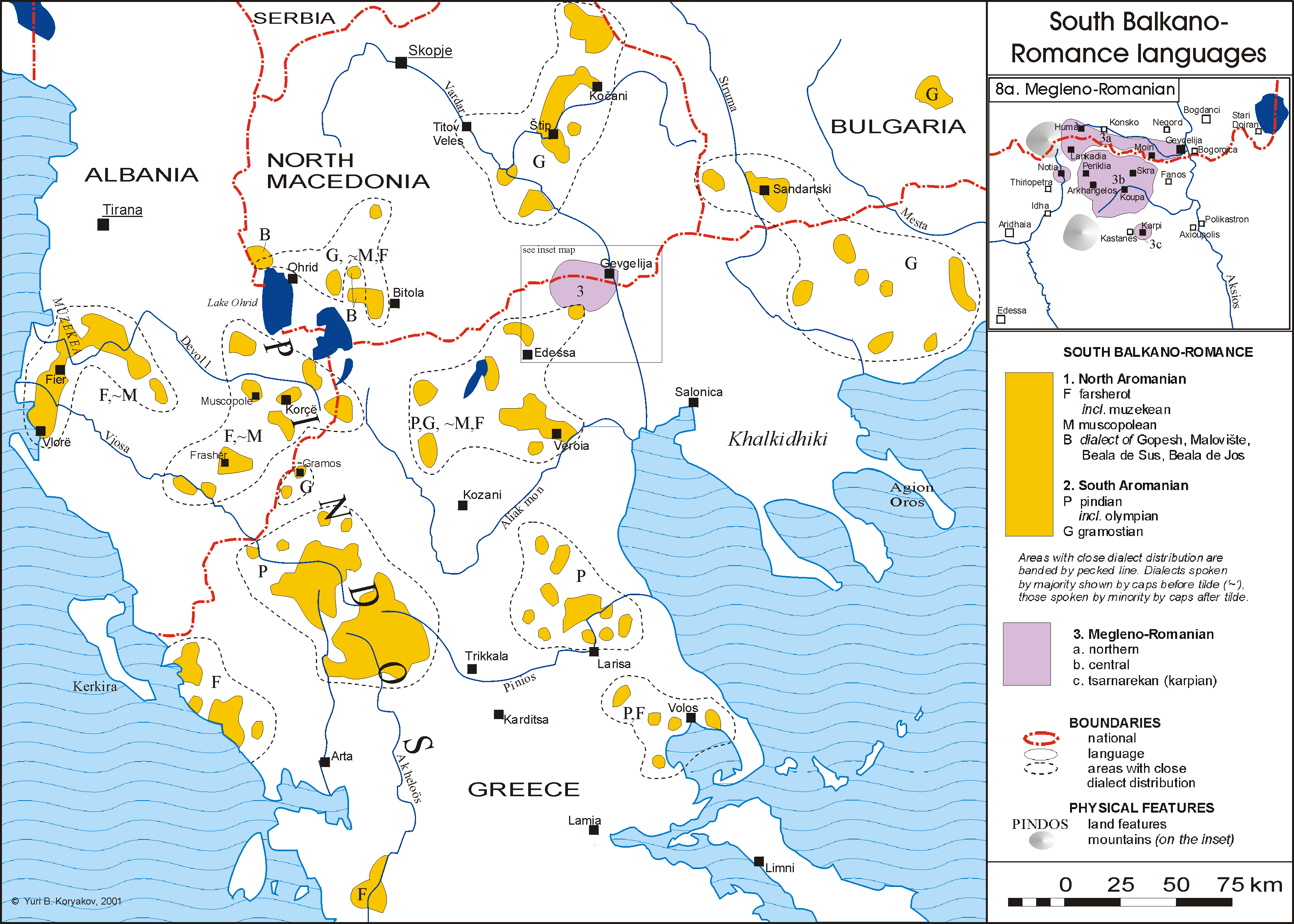
Parlers de l’aroumain
aroumain: F – parler de Frashër (dit fãrsherot) et de Myzeqe ; M – parler de Moscopole ; B – parlers de Gopeš, de Mulovište et de Bjala ; P – parlers du Pinde et olympiote ; G – parler de Gramos
mégléno-roumain

L’aroumain est une langue en essence unitaire, avec des parlers entre lesquels il y a intelligibilité mutuelle, mais qui sont nombreux et s’entre-pénètrent. Leur classification est controversée.
La classification de Gustav Weigand (en), partagée par les linguistes actuels Matilda Caragiu Marioțeanu et Nicolae Saramandu, est basée sur des critères phonétiques seulement. Selon eux il y a deux groupes de parlers :
- un groupe du Nord-ouest, appelé de type fãrsherot, dont font partie :
  - le parler fãrsherot, dans les environs de la ville albanaise de Frashër ;
  - le parler de Moscopole, dans les environs de cette localité albanaise ;
  - le parler de la plaine de Myzeqe, en Albanie ;
  - le parler des localités Gopeš et Mulovište, en Macédoine du Nord ;
  - le parler de la localité Bjala, en Macédoine du Nord ;
- un groupe du Sud-est, appelé de type non fãrsherot, parlé sur un territoire beaucoup plus étendu que l’autre, avec :
  - le parler du Pinde, en Grèce ;
  - le parler de la région du mont Olympe, en Grèce ;
  - le parler de la région des monts Gramos, en Grèce.

Theodor Capidan et Tache Papahagi ont proposé une classification légèrement différente de celle ci-dessus, fondée sur plusieurs traits phonétiques, mais aussi grammaticaux et lexicaux. Selon eux il y a un groupe de parlers du Nord, comprenant ceux appelés ci-dessus du Nord-ouest, plus le parler de Gramos, et un groupe du Sud, avec les autres parlers appelés ci-dessus du Sud-est.

## Phonologie, phonétique et graphie
Le système phonologique de l’aroumain ne diffère pas essentiellement de celui du roumain, surtout si l’on prend également en compte les traits de certains parlers roumains.

### Voyelles, semi-voyelles et phones asyllabiques
Les voyelles aroumaines ne diffèrent pas en général de ceux du roumain standard. Seules /ə/ et /ɨ/ présentent des différences, puisque les deux se réalisent dans certains parlers [ə], dans d’autres [ɨ], dans d’autres encore entre les deux.
Les semi-voyelles sont les mêmes qu’en roumain. Avec des voyelles, elles forment des diphtongues et des triphtongues. Diphtongues :
- [e̯a] : featã « fille » ;
- [o̯a] : dadoara « la deuxième fois » ;
- [j] + voyelle : iedu « chevreau » ;
- voyelle + [j] : doisprãdzatse « douze » ;
- [w] + voyelle : steaua « l’étoile » ;
- voyelle + [w] : ljau « je prends ».

Triphtongues : spuneai [spu'ne̯aj] « tu disais », ali dunjauei [ali du'ɲawej] « du monde, des gens » (génitif).
En aroumain il y a deux phones asyllabiques se trouvant en fin de mot après une voyelle + une consonne. L’un d’eux existe en roumain aussi, [ʲ]. L’autre, [ʷ], provient de [u]. Il s’est conservé en roumain dans certains parlers seulement, et en aroumain non plus il ne se trouve pas dans tous les parlers. Il est décrit par Caragiu Marioțeanu 1997, il est présent dans Cunia 2010 en tant que terminaison alternative, mais il n’apparaît pas dans Ballamaci 2010.

### Consonnes
La plupart des consonnes de l’aroumain se trouvent en roumain aussi.
Trois consonnes aroumaines existent en roumain dans certains parlers, par exemple celui du Maramureș :
- [d͡z], prononcée comme zz dans « pizza » (exemple : dzatsi « dix ») ;
- [ʎ], à peu près comme li dans « lierre » (oclju « œil ») ;
- [ɲ], comme gn dans « agneau » (njel « agneau »).

Trois autres consonnes n’existent pas en roumain. Deux d’entre elles ne sont pas communes à tous les parlers aroumains :
- [ð] (comme th dans le mot anglais there « là-bas », dans des emprunts au grec et à l’albanais, mais seulement dans certains parlers, dans les autres étant prononcé [d][44] (exemple : dhascal ou dascal « chantre »).
- [θ] (comme th dans l’anglais theatre) provient également du grec, étant prononcée ainsi dans certains dialectes et correspondant à [t] dans les autres[45] (exemple : cathi ou cati « chacun, -e »).
- [ɣ] qui existe en grec, où il est écrit γ (gamma) se trouve dans chaque parler aroumain dans des emprunts au grec mais aussi dans des mots d’origine latine, et se réalise comme [g] ou [v] aussi : yinyits, vinghits ou yinghits « vingt »[46].

### Graphie
Les premiers textes écrits en aroumain le furent avec l’alphabet grec mais actuellement l’utilisation de l’alphabet latin est presque exclusive. Cependant, l’emploi de l’alphabet grec subsiste.
L’écriture en alphabet latin et l’orthographe de l’aroumain ne sont pas unitaires, puisque non standardisées. Il y a trois systèmes d’écriture actuels. Deux d’entre eux sont presque identiques, basés traditionnellement sur la graphie du roumain. Ils sont utilisés par Caragiu Marioțeanu et Ballamaci, par exemple. Le troisième est le système de Cunia.
Les graphèmes c, ce, ci, che, chi, g, ge, gi, ghe, ghi ; e, o, i et u (les lettres pour les semi-voyelles étant les mêmes que celles pour les voyelles correspondantes) ; k, q, w et y (dans des mots étrangers) ont la même valeur qu’en roumain, tout comme les autres lettres sans diacritique (voir Écriture du roumain, section Valeurs phonémiques des lettres et des groupes de lettres).

#### Graphie de [ə] et de [ɨ]
Ballamaci 2010 utilise les lettres ă et â, mais non pas la lettre î (utilisée en roumain uniquement en début et en fin de mot), puisque chez lui il n’y a pas de [ɨ] en début de mot. En fin de mot, il emploie â. Caragiu Marioțeanu utilise les trois lettres, mais î seulement en début de mot, en fin de mot employant â, comme à l’intérieur des mots. Cunia transcrit les deux voyelles par la lettre ã, en motivant cela par les réalisations diverses de ces voyelles selon les parlers. Par ailleurs, chez lui c’est la seule lettre à diacritique. Exemples :
| Ballamaci | Caragiu Marioțeanu | Cunia          | Roumain                  |
| --------- | ------------------ | -------------- | ------------------------ |
| cântă     | cântâ              | cãntã          | cântă « il/elle chante » |
| mplin     | împlinu            | mplin / ãmplin | plin « plein »           |

#### Graphie de consonnes partiellement différente de celle du roumain
Pour ce qui est de la graphie des consonnes existant en roumain aussi, il y a des différences entre la traditionnelle et celle de Cunia. Ce dernier utilise sh pour [ʃ] (comme ch dans « chat ») et ts pour [t͡s] (comme ts dans « tsigane »). Exemples :
| Traditionnel | Cunia | Roumain      |
| ------------ | ----- | ------------ |
| șasi         | shasi | șase « six » |
| ți           | tsi   | ce « quoi »  |

Les consonnes [ð], [θ] et [ɣ] absentes du roumain sont transcrites de la même façon par les trois auteurs : dh, th et y respectivement. Quant aux autres consonnes, il y a des différences :
| Consonne | Ballamaci | Caragiu Marioțeanu | Cunia  | Roumain         |
| -------- | --------- | ------------------ | ------ | --------------- |
| [d͡z]     | dzâț      | ḑați               | dzatsi | zece « dix »    |
| [ʎ]      | ocl’u     | ocl’u              | oclju  | ochi « œil »    |
| [ɲ]      | ńel       | ńelu               | njel   | miel « agneau » |

### Évolution des phones latin en aroumain et en roumain
Plusieurs phones ont évolué différemment du latin à l’aroumain, respectivement au roumain :
| Latin                                                         | Aroumain                                                        | Roumain                                                                                 |
| ------------------------------------------------------------- | --------------------------------------------------------------- | --------------------------------------------------------------------------------------- |
| mots à consonne initiale : ROMANUS                            | prothèse fréquente de [a] : ar(ã)mãn                            | absence de prothèse : român « roumain »                                                 |
| [e] tonique : FETA                                            | diphtonguée dans toutes les formes d’un même mot : featã, feati | diphtonguée dans certaines formes, refaite dans d’autres : fată, fete « fille, filles » |
| [e] suivant une consonne labiale : PECCATUM « péché »         | conservée : pecatoshlji                                         | évoluée en une autre voyelle : păcătoșii « les pécheurs »                               |
| [e] initiale de mot : EST                                     | sans prothèse de [j] : esti [esti] / easti [e̯asti]              | prothèse de [j] : este [jeste] « il/elle est, il y a »                                  |
| [e] précédée de [g] ou [d] : GENUC(U)LUS                      | fermée à [i] : dzinuclju                                        | conservée : genunchi « genou »                                                          |
| [i] précédée de [g] ou [d] : DICO                             | > [ə] : dzãc                                                    | conservée : zic « je dis »                                                              |
| [o] atone : ARBOR                                             | fréquemment fermée à [u] : arbure                               | conservée : arbore « arbre »                                                            |
| [u] de terminaison précédée de voyelle + consonne : FAGUS     | > [ʷ] : fagu                                                    | tombée : fag « hêtre »                                                                  |
| [u] de terminaison précédée d’un groupe de consonnes : LIGNUS | conservée : lemnu                                               | tombée : lemn « bois » (le matériau)                                                    |
| voyelles atones entre consonnes : ALAPA                       | fréquemment tombées : arpã                                      | évoluées en une autre voyelle : aripă « aile »                                          |
| le préfixe IN-/IM- : IMPARTO                                  | plusieurs évolutions : mpartu / ampartu / [əmpartu] / [ɨmpartu] | împart « je distribue, je partage »                                                     |
| [w] suivie d’une consonne voisée : LAUDO                      | > [v] : alavdu                                                  | > [wu] : laud « je vante »                                                              |
| [w] suivie d’une consonne sourde : *CAUTO                     | > [f] : caftu                                                   | > [wu] : caut « je cherche »                                                            |
| [k] suivie de [e] ou [i] : CAELUM                             | > [t͡s] : tser                                                   | > [t͡ʃ] : cer [t͡ʃer] « ciel »                                                            |
| [d] suivie de [e] ou [i] : DICO                               | > [d͡z] : dzãc                                                   | > [z] : zic « je dis »                                                                  |
| [g] suivie de [e] ou [i] : GELUM                              | > [d͡z] : dzer                                                   | > [d͡ʒ] : ger [d͡ʒer] « gel » (le phénomène météorologique)                               |
| [j] suivie de [a], [o] ou [u] : JOCUS                         | > [d͡ʒ] : gioc                                                   | > [ʒ] : joc « jeu »                                                                     |
| [l] suivie de [e] ou [i] : LEPOREM                            | > [ʎ] : ljepure                                                 | > [j] : iepure « lièvre »                                                               |
| [kl] : INCLAGO                                                | > [kʎ] : ncljeg                                                 | > [k] : încheg « je fais cailler »                                                      |
| [gl]: GLACIUM                                                 | > [gʎ] : gljets                                                 | > [g] : gheață « glace »                                                                |
| [n] suivie de [e] ou [i] : CALCANEUM                          | > [ɲ] : cãlcãnju                                                | tombée : călcâi « talon »                                                               |
| [m] en syllabe tonique : MERCURIS                             | > [ɲ]: njercuri                                                 | conservée : miercuri « mercredi »                                                       |
| [p] suivie de [e] : PETRA                                     | palatalisée à [k] : cheatră                                     | conservée : piatră « pierre »                                                           |
| [b] suivie de [e] : BENE                                      | palatalisée à [g] : ghine                                       | conservée : bine « bien »                                                               |
| [f] suivie de [e] ou [i] : FIGO                               | > [h] : higu                                                    | conservée : înfig « j’enfonce »                                                         |

## Grammaire
La structure grammaticale de l’aroumain diffère dans une certaine mesure de celle du roumain, pour plusieurs raisons. D’abord, à cause de son relatif isolement, il a un caractère plus archaïque, conservant certains traits de stades antérieurs du roumain. Ensuite, son évolution indépendante et dans des conditions différentes a créé la possibilité d’innovations propres. Enfin, certaines différences sont dues aux influences exercées sur l’aroumain par les langues avec lesquelles il est entré en contact : le grec, l’albanais, le serbe, le bulgare, le macédonien, le turc.

### Morphologie
Dans le système morphologique on remarque des traits tels la déclinaison plus riche qu’en roumain du pronom possessif, le subjonctif à quatre formes temporelles par rapport à deux en roumain, le conditionnel présent synthétique par rapport à celui analytique en roumain, ou le plus-que-parfait analytique par rapport à celui synthétique en roumain.

#### Les articles
L’article défini est placé à la fin du mot, comme dans les autres idiomes romans de l’Est. Ses formes sont :
- pour les noms masculins :
  - terminés en voyelle + consonne (+ [ʷ]) – lup(u)[57] (roum. lup) « loup » :
    - au singulier : luplu (roum. lupul) « le loup » ;
    - au pluriel : luplji (roum. lupii) « les loups » ;

  - en deux consonnes + [u] – corbu (roum. corb) « corbeau » :
    - au singulier : corbul (roum. corbul) ;
    - au pluriel : corghilj (roum. corbii) ;

  - en [e]/[i] – frate / frati[58] (roum. frate) « frère » :
    - au singulier : fratile / fratili (roum. fratele) ;
    - au pluriel : fratslji (roum. frații) ;
- pour les féminins – featã (roum. fată), « fille », bisearicã, (roum. biserică) « église » :
  - au singulier : feata (roum. fata), bisearica (roum. biserica) ;
  - au pluriel : featile / featili (roum. fetele), bisearitsle / bisearitsli (roum. bisericile) ;
- pour les neutres[59] :
  - en voyelle + consonne (+ [ʷ]) – foc(u) (roum. foc) « feu » :
    - au singulier : foclu (roum. focul) ;
    - au pluriel : focurle / focurli (roum. focurile) ;

  - en deux consonnes + [u] – lucru (roum. lucru) « chose » :
    - au singulier : lucrul (roum. lucrul) ;
    - au pluriel : lucrurle / lucrurli (roum. lucrurile).

La voyelle devant les articles -lu, -lji et -le/-li tombe au neutre pluriel, devant le dernier parfois au féminin pluriel également.
L’article indéfini masculin est un, comme en roumain [un bãrbat(u) (roum. un bărbat) « un homme »], mais au féminin unã : unã featã (roum. o fată) « une fille ».

#### Le nom
Il y a certaines différences entre l’aroumain et le roumains tant dans la formation du pluriel des noms, que dans leur déclinaison.

##### Le pluriel
La terminaison au cas nominatif singulier et pluriel diffère parfois entre aroumain et roumain mais certaines différences concernent seulement certains parlers.
| Genre    | Singulier                                                                                 | Pluriel                                                            |
| -------- | ----------------------------------------------------------------------------------------- | ------------------------------------------------------------------ |
| Masculin | voyelle + consonne (+ [ʷ]) : lup(u) (roum. lup) « loup »                                  | voyelle + consonne + [ʲ] : luchi (roum. lupi)                      |
| Masculin | voyelle + consonne + consonne autre que [k] et [g] + [u] : corbu (roum. corb) « corbeau » | voyelle + consonne + consonne + [i] : corghi (roum. corbi [korbʲ]) |
| Masculin | voyelle + consonne + [k] + [u]: porcu (roum. porc) « porc »                               | voyelle + consonne + [t͡s] + [i] : portsi (roum. porci [port͡ʃʲ])    |
| Masculin | voyelle + consonne + [g] + [u]: murgu (roum. murg) « (cheval) brun »                      | voyelle + consonne + [d͡z] + [i] : murdzi (roum. murgi [murd͡ʒʲ])    |
| Masculin | voyelle + [n] + [i]/[e]: cãni / cãne (roum. câine) « chien »                              | voyelle + [ɲ] : cãnj (roum. câini [kɨjnʲ])                         |
| Masculin | voyelle + [t] + [i]/[e]: frati / frate (roum. frate) « frère »                            | voyelle + [t͡s] : frats (roum. frați [frat͡sʲ])                      |
| Masculin | consonne + [t] + [i]/[e]: munti / munte (roum. munte) « mont »                            | consonne + [t͡sə] : muntsã (roum. munți [muŋt͡sʲ])                   |
| Masculin | [ə] atone : tatã (roum. tată) « père »                                                    | [əɲ] : tãtãnj (roum. tați)                                         |
| Masculin | [ə] tonique (dans des mots d’origine grecque ou turque) : amirã « empereur »              | [ad͡z] : amiradz                                                    |
| Féminin  | voyelle + consonne + [ə] : casã « maison »                                                | voyelle + consonne + [i]/[e] : casi / case (roum. case)            |
| Féminin  | consonne + [t] + [ə] : poartã « portail »                                                 | consonne + [t͡sə] : portsã (roum. porți)                            |
| Féminin  | consonne + [t] + [i]/[e] : carti / carte « livre »                                        | consonne + [t͡sə] : cãrtsã (roum. cărți)                            |
| Féminin  | voyelle + consonne + [i]/[e] : cali / cale « voie »                                       | voyelle + consonne + [urʲ] : cãljuri (roum. căi [kəj])             |
| Féminin  | voyelle + consonne + [ə] (dans des mots d’origine grecque) : yramã « lettre » (caractère) | dans des mots d’origine grecque + [ate] : yramate                  |
| Neutre   | voyelle + consonne (+ [ʷ]) : foc(u) « feu »                                               | voyelle + consonne + [urʲ] : focuri (roum. focuri)                 |
| Neutre   | voyelle + deux consonnes + [u] : vimtu « vent »                                           | voyelle + deux consonnes + [urʲ] : vimturi (roum. vânturi)         |
| Neutre   | voyelle + consonne (+ [ʷ]) : os(u) « os »                                                 | voyelle + consonne + [i]/[e] : oasi / oase (roum. oase)            |
| Neutre   | [t͡s] (+ [ʷ]): brats(u) « bras »                                                           | [t͡sə] : bratsã (roum. brațe)                                       |

Remarques :
- Là où au pluriel les phones de fin de mot sont voyelle + la consonne nj, dz ou ts, les traits de celles-ci sont déterminés par la terminaison [ʲ] qui ne s’entend plus.
- Les terminaisons -adz et -ate sont empruntées au grec.
- La forme de pluriel est identique à celle de singulier pour les noms féminins terminée en[64] :
  - nj, lj, sh, c, ts + i/e : lupoanji / lupoanje (roum. sg. lupoaică, pl. lupoaice) « louve, louves » ; unglji / unglje (roum. unghie, unghii) « ongle, ongles » ; cireashi / cireashe (roum. cireașă, cireșe) « cerise, cerises » ; bohci / bohce (roum. boccea, boccele) « baluchon, baluchons » ; dultsi / dultse (cf. roum. dulce, dulci « douce, douces ») « baklava, baklavas » ;
  - dz ou ts + ã: frãndzã (roum. frunză, frunze) « feuille, feuilles » ; soatsã (roum. soață, soațe) « compagne, compagnes ».

##### Déclinaison
Comme en roumain, la déclinaison des noms concerne principalement les articles. Avec l’article indéfini, seul celui-ci est décliné, alors qu’en roumain les noms féminins aussi ont une désinence de génitif-datif :
| Cas                 | Masculin et neutre                   | Féminin                         |
| ------------------- | ------------------------------------ | ------------------------------- |
| Nominatif-accusatif | un bãrbat(u) « un homme »            | unã featã « une fille »         |
| Génitif-datif       | a unui bãrbat(u) « d’un/à un homme » | a unei featã « de/à une fille » |

La déclinaison avec article défini est la suivante :
| Cas     | Masculin                       | Masculin                           | Neutre             | Neutre              | Féminin                                            | Féminin                 |
| Cas     | Singulier                      | Pluriel                            | Singulier          | Pluriel             | Singulier                                          | Pluriel                 |
| ------- | ------------------------------ | ---------------------------------- | ------------------ | ------------------- | -------------------------------------------------- | ----------------------- |
| N.-A.   | bãrbatlu « l’homme »           | bãrbatslji                         | foclu « le feu »   | focurle / focurli   | feata « la fille »                                 | featile / featili       |
| G.-D.   | a bãrbatlui « de/à l’homme »   | a bãrbatslor(u) « des/aux hommes » | a foclui           | a focurlor(u)       | ali/ale featã/feate/feati ou a featãljei/featiljei | a featilor(u)           |
| Vocatif | bãrbate!                       | bãrbats!                           | foc(u)!            | focuri!             | featã!                                             | feate! / feati!         |
| N.-A.   | fratile / fratili « le frère » | fratslji                           | vimtul « le vent » | vimturle / vimturli | dada « la mère »                                   | dadile / dãdãnjle       |
| G.-D.   | a fratilui                     | a fratslor                         | a vimtului         | a vimturlor         | ali/ale dadã/dade/dadi                             | a dadilor / a dãdãnjlor |
| Vocatif | frate!                         | frats!                             | vimt!              | vimturi!            | dado!                                              | dade! / dãdãnj!         |

Remarques :
- Le génitif et le datif sont identiques, y compris le fait qu’ils sont pourvus de la préposition a[67] : dada a ficiorlui « la mère du garçon », lju dau a vitsinlui « je le donne au voisin ».
- Au féminin singulier il y a deux types de noms. Dans le cas de ceux comme dadã « mère », l’article défini est antéposé au nom, étant contracté avec la préposition a. Ce type comprend également les prénoms féminins (ex. ali/ale Ghene « de/à Ghena »). Dans le cas de l’autre type, comme featã, l’article peut être antéposé ou postposé.
- Au génitif-datif féminin singulier, le nom a des variantes avec la désinence -e/-i et des variantes sans désinence.
- Le génitif-datif des noms propres masculins de personnes a l’article al antéposé : al Gog(u) « de/à Gog(u) ».
- Les formes de vocatif sont sans article mais ils sont présentés d’ordinaire dans le même tableau que les formes à article. Seuls certains noms ont une désinence au vocatif : bãrbate!, dado!

#### L’adjectif qualificatif
Le pluriel et la déclinaison des adjectifs sont semblables à ceux des noms. Quant à leurs degrés de comparaison, il y a quelques différences par rapport au roumain.
Le comparatif de supériorité se forme avec les adverbes ma ou cama et le terme de comparaison est précédé de la conjonction di/de : El easte ma mare di mine (rom. El este mai mare decât mine) « Il est plus grand que moi », cama tsinjisitu (roum. mai cinstit) « plus honnête ».
Au superlatif relatif de supériorité, l’adjectif reçoit l’article défini : ma multele ori (roum. de cele mai multe ori) « le plus souvent », cama marlji (roum. cei mai mari) « les plus grands ». Dans les parlers du Nord on utilise aussi une particule empruntée au macédonien, nai, placée devant ma ou cama: nai ma mushatlu « le plus beau ».
Le superlatif absolu peut être exprimé avec plusieurs adverbes : multu bun(ã) [roum. foarte bun(ă)] « très bon(ne) », vãrtos dultse (roum. foarte dulce), « très doux(ce)/sucré(e) », un om dip avut (roum. un om foarte bogat) « un homme très riche ». Un procédé spécifique aux langues balkaniques employé en aroumain aussi est la répétition de l’adjectif pour exprimer le superlatif absolu : Ira linãvoasã-linãvoasã « elle était très paresseuse ».

#### Les pronoms

##### Le pronom personnel
Le pronom personnel a les formes suivantes en aroumain :
| Personne | Personne | Nominatif                     | Datif                        | Datif                               | Accusatif         | Accusatif                    |
| Personne | Personne | Nominatif                     | Formes toniques              | Formes atones                       | Formes toniques   | Formes atones                |
| -------- | -------- | ----------------------------- | ---------------------------- | ----------------------------------- | ----------------- | ---------------------------- |
| I sg.    | I sg.    | io, mine/mini « je, moi »     | anja « à moi »               | inj, nji, -nj, nj- « me, m’ »       | mine/mini « moi » | me/mi « me »                 |
| II sg.   | II sg.   | tu, tine/tini « tu, toi »     | atsãja « à toi »             | ãts, tsã; ts, ță, s, z « te, t’ »   | tine/tini « toi » | te/ti « te »                 |
| III sg.  | masc.    | el/elu, nãs « il, lui »       | aluj « à lui »               | ilj, ãlj, lji, li, -lj, lj- « lui » | el/elu « lui »    | lu/lo, ul, -l, l- « le, l’ » |
| III sg.  | fém.     | ea/ia, nãsã « elle »          | aljei « à elle »             | ilj, lji, -lj, lj- « lui »          | ea « elle »       | o/u « la, l’ »               |
| I pl.    | I pl.    | noi « nous »                  | anoauã/anauã/anao « à nous » | nã « nous »                         | noi « nous »      | nã/ne « nous »               |
| II pl.   | II pl.   | voi « vous »                  | avoauã/avauã/avao « à vous » | vã, v « vous »                      | voi « vous »      | vã/ve « vous »               |
| III pl.  | masc.    | elj, nãsh « ils, eux »        | alor « à eux »               | lã « leur »                         | elj « eux »       | ilj, -lj, lj- « les »        |
| III pl.  | fém.     | eale/iale/ele, nãse « elles » | alor « à elles »             | lã « leur »                         | eale « elles »    | le/li « les »                |

Remarques :
- Les formes nãs, nãsã, nãsh, nãse sont propres aux parlers du Nord.
- Les formes d’accusatif mine/mini « moi », tine/tini « toi » sont parfois employées au nominatif, à la place de io et tu respectivement, l’inverse aussi étant possible : io et tu à l’accusatif à la place de mine/mini, tine/tini[72].
- Le datif éthique est plus fréquent qu’en roumain, pouvant être employé même quand dans la proposition il n’y a pas de complément d’une autre personne que celle du sujet. Exemple : va-nj putridzãscu « je vais pourrir », littéralement « je vais me pourrir (à moi-même) ».

Exemples în phrases :
Io nu him surat « Je ne suis pas marié » ;
Scoalã tini cas-shed mini (avec la forme d’accusatif à la place de celle de nominatif) « Lève-toi, toi, pour que je m’asseye, moi » ;
Tsãni-ti di mini/io (avec la forme d’accusatif ou celle de nominatif) « Accroche-toi à moi » ;
Tsã era doru « Tu te languissais (de qqch. ou de qn.) » ;
Alasã-me mine « Laisse-moi » (litt. « Laisse-moi, moi ») ;
Nu lã spusim alor « Nous ne leur dîmes pas à eux/elles » ;
Ashi-nj-ti voi (avec le datif éthique) « C’est ainsi que je veux que tu sois » (litt. « Ainsi me te veux ») ;
Nãsã nu e aua « Elle n’est pas là ».

##### Le pronom/adjectif possessif
En aroumain, la déclinaison du pronom/adjectif possessif est plus riche qu’en roumain :
| Posseseur(s) | Objet(s) possédé(s) | Genre | Cas   | 1re personne                                 | 1re personne  | 2e personne                            | 2e personne    | 3e personne                      | 3e personne       |
| Posseseur(s) | Objet(s) possédé(s) | Genre | Cas   | Formes toniques                              | Formes atones | Formes toniques                        | Formes atones  | Formes toniques                  | Formes atones     |
| ------------ | ------------------- | ----- | ----- | -------------------------------------------- | ------------- | -------------------------------------- | -------------- | -------------------------------- | ----------------- |
| Un           | Un                  | masc. | N.-A. | anjeu / ameu / anjãu / amel « mon, le mien » | nju / njo     | atãu / atãl « ton, le tien »           | tu / tsi / tsã | alui, aljei                      | lj, su / so / sio |
| Un           | Un                  | masc. | G.-D. | anjui / anãui / aneui / amilui               | njui / njoi   | atãui                                  | tui / toi      | –                                | sui / soi         |
| Un           | Un                  | fém.  | N.-A. | amea / ameauã / ameao « ma, la mienne »      | nj            | ata / atauã / atao « ta, la tienne »   | ta / ts        | alui, aljei « sa, la sienne »    | lj, sa            |
| Un           | Un                  | fém.  | G.-D. | anjei / amiei / amiljei                      | meai          | atãei / atãiei / atãljei               | tai            | –                                | sai               |
| Un           | Plusieurs           | masc. | N.-A. | anjei / amei / amelj « mes, les miens »      | –             | atãi / atei / atãlj « tes, les tiens » | ts             | alor / aloru « leur, les leurs » | lã                |
| Un           | Plusieurs           | masc. | G.-D. | anjor / amior                                | –             | atãor / atãoru                         | –              | –                                | –                 |
| Un           | Plusieurs           | fém.  | N.-A. | ameale / ameali « mes, les miennes »         | –             | atale / atali « tes, les tiennes »     | ts             | alor / aloru « leur, les leurs » | lã                |
| Un           | Plusieurs           | fém.  | G.-D. | anjor / amior                                | –             | atãor / atãoru                         | –              | –                                | –                 |
| Plusieurs    | Un                  | masc. | N.-A. | anostru / anostu « notre, le nôtre »         | –             | avostru / avostu « votre, le vôtre »   | –              | alor / aloru « leur, le leur »   | –                 |
| Plusieurs    | Un                  | masc. | G.-D. | anostrui / anushtrui / anostrului            | nã            | avostrui / avustrui / avushtrui        | vã             | alor / aloru                     | –                 |
| Plusieurs    | Un                  | fém.  | N.-A. | anoastrã « notre, la nôtre »                 | nã            | avoastrã / avoastã « votre, la vôtre » | vã             | alor / aloru « leur, la leur »   | –                 |
| Plusieurs    | Un                  | fém.  | G.-D. | anushtrei / anoastrãljei                     | –             | avustrei / avoastriljei                | –              | alor / aloru                     | –                 |
| Plusieurs    | Plusieurs           | masc. | N.-A. | anoshtri / anoci « nos, les nôtres »         | nã            | avoshtri / avoci « vos, les vôtres »   | vã             | alor / aloru « leur, les leurs » | –                 |
| Plusieurs    | Plusieurs           | masc. | G.-D. | anostror(u) / anustror(u) / anoshtrilor      | –             | avustror / avushtror                   | –              | alor / aloru                     | –                 |
| Plusieurs    | Plusieurs           | fém.  | N.-A. | anoastre                                     | nã            | avoastre / avoaste                     | vã             | alor / aloru                     | –                 |
| Plusieurs    | Plusieurs           | fém.  | G.-D. | anostror / anustror(u)                       | –             | avustror / avushtror                   | –              | alor / aloru                     | –                 |

Remarques :
- Les possessifs toniques servent de pronoms et d’adjectifs avec la même forme.
- Les formes atones sont seulement adjectifs : tatã-nju « mon père », feata-vã « votre fille », dzinir-su « son gendre ».
- En tant qu’adjectifs, les possessifs se placent après le nom déterminé. Lors de l’emploi des adjectifs toniques, on décline et le nom, et l’adjectif : a sorãljei amei « de/à ma sœur », alors qu’avec les formes atones, le nom n’est pas décliné : a dadã-meai « de/à ma mère », a doamnã-sai « de/à sa maîtresse ».
- Certains auteurs, par exemple Cunia 2010, écrivent a initial séparé du reste du pronom.

Exemples en phrases :
Furlu… pare mastur bun tu tehni-lj « Le voleur semble être un bon maître dans son métier » ;
Casa-lã s-pare ermã « Leur maison semble vide » ;
Iria amirã hilj-sio « Son fils était empereur » ;
Se agãrshi limba anoastrã « On a oublié notre langue » ;
Lja-ts di measa-nã « Sers-toi de notre repas ».

##### Le pronom/adjectif démonstratif
Les formes du pronom/adjectif démonstratif aroumain sont :
| Type               | Cas   | Singulier                                        | Singulier                              | Pluriel                                    | Pluriel                                  |
| Type               | Cas   | Masculin                                         | Féminin                                | Masculin                                   | Féminin                                  |
| ------------------ | ----- | ------------------------------------------------ | -------------------------------------- | ------------------------------------------ | ---------------------------------------- |
| de proximité       | N.-A. | aestu / aistu / aist « ce, cet, celui-ci »       | aestã / aistã « cette, celle-ci »      | aeshti / aeshtsã / aishti « ces, ceux-ci » | aeste / aiste « ces, celles-ci »         |
| de proximité       | G.-D. | aestui / aeshtui / aistui / aishtui              | aistei / aishtei / aishtãljei          | aestor / aistor / aishtor                  | aestor / aistor / aishtor / aistelor     |
| d’éloignement      | N.-A. | atselu / atsãl / atsel « ce/cet …-là, celui-là » | atsea / atsia « cette …-là, celle-là » | atselj « ces …-là, ceux-là »               | atseale / atsele « ces …-là, celles-là » |
| d’éloignement      | G.-D. | atselui / atsilui / atsului                      | atseljei / atsiljei                    | atseloru / atsiloru                        | atseloru / atsiloru                      |
| de différenciation | N.-A. | alantu / alant / anantu / nantu « l’autre »      | alantã / anantã « l’autre »            | alantsã / anantsã « les autres »           | alante / anante « les autres »           |
| de différenciation | G.-D. | alãntui / anãntui                                | alãntei / anãntei                      | alãntor / anãntor                          | alãntor / anãntor                        |

Remarques :
- Les formes ci-dessus sont utilisées aussi bien comme pronoms (Aist s-lo acats « Que tu attrapes celui-ci »), que comme adjectifs. Ces derniers peuvent être antéposés ou postposés au nom qu’ils déterminent : tsi si-lj facã aestui om « qu’il/elle fasse quoi à cet homme », furlu aestu « ce voleur ». Il y a aussi des formes avec la terminaison -a, rencontrée par Capidan, qui l’appelle « particule », seulement par écrit : Acui sun oili atsealea tse pascu? « À qui sont ces moutons-là qui paissent ? »
- Il y a un type de syntagme qui dénomme l’épouse à l’aide du pronom d’éloignement atsea contracté avec al : tsal Tuli « la femme de Tuli ».
- Capidan range parmi les démonstratifs les pronoms correspondant à « l’autre, les autres », considérés dans les grammaires du français comme indéfinis.

Autres exemples en phrases :
Arsãri sh-aestu « Celui-ci sauta aussi » ;
Lã aflã aistor cãte nã featã « Il/Elle trouva une fille à chacun de ceux-ci » ;
Portul lor aundzeashte ma multu cu aistelor de ma nãpoi « Leur habillement ressemble pluôt à celui de ces dernières » ;
S-duse pi locul atsãl « Il/Elle alla à cet endroit-là » ;
Anantsã cãnj s-loarã dupã nãs « Les autres chiens le suivirent ».

##### Le pronom interrogatif-relatif
En tant que pronoms interrogatifs et relatifs il y a les formes suivantes :
- singulier :
  - nominatif-accusatif : care / acare / cari / acari / cai « qui, que, lequel/laquelle », tse / tsi « qui, quoi, que, lequel/laquelle, ce qui, ce que » ;
  - genitif-datif : acui / acuri / acure « à qui, duquel/auquel, de laquelle/à laquelle, à quoi, dont » ;
- pluriel : care / acare / cari / acari « qui, que, lesquels/lesquelles ».

En phrases :
Cai va s-ljai? « Qui vas-tu prendre ? » ;
Acure-i feata di pi leagãn? « À qui est la fille sur la balance ? ;
muljare acui frate avea moartã « une femme dont le frère était mort » ;
Tse-i nãs nu-i vãrã « Personne n’est ce qu’il est, lui ».

#### Les numéraux
Numéraux cardinaux :
1 unu (masc.), unã (fém.)
2 doi (masc.), doauã (fém.)
3 trei
4 patru
5 tsints(i)
6 shase / shasi
7 shapte / shapti
8 optu
9 noauã
10 dzatse / dzatsi
11 unsprãdzatse / unsprãdzatsi
12 doisprãdzatse / doisprãdzatsi (masc.), daosprãdzatse / daosprãdzatsi (fém.)
20 yinghits / yinyits (roum. douăzeci)
21 unsprãyinghits / unsprãyinyits (rom. douăzeci și unu, douăzeci și una)
30 treidzãts
31 treidzãtsiunu (masc.) treidzãtsiunã (fém.) (rom. treizeci și unu, treizeci și una)
100 unã sutã (rom. o sută)
1000 unã njilje
2000 doao njilj
1 000 000 un miliune / miliuni
Dans le domaine du numéral cardinal il y a quelques particularités par rapport au numéral roumain :
- Le numéral latin VIGINTI a subsisté en aroumain : yinyints ou yinyits (roum. douăzeci) « vingt ».
- On construit avec préposition les numéraux à partir de 11 (à partir de 20 en roumain) : unsprãdzatsi di dzãli (roum. unsprezece zile) « onze jours ».
- La préposition spri (roum. spre) « vers » est utilisée pour construire les nombres non seulement de 11 à 19, comme en roumain, mais aussi de 21 à 29 : doispriyinyits (roum. douăzeci și doi) « vingt-deux ».
- À partir de 31, les noms des dizaines sont liés à ceux des unités par la voyelle [i] : treidzãtsiunu (roum. treizeci și unu) « trente et un ».
- Les nombres peuvent être suivis de l’article défini et ils se déclinent : doilji, a doilor (roum. cei doi, celor doi) « les deux, des/aux deux ».

Le numéral ordinal est formé du numéral cardinal + l’article défini : shasile (roum. al șaselea) « le sixième », noaulu (roum. al nouălea) « le neuvième ».
Les numéraux collectifs se forment avec les éléments premiers amin- ou shamin- suivis du numéral cardinal. Alors qu’en roumain l’élément de la même origine est utilisé seulement avec 2, en aroumain il l’est avec 3, 4, etc. aussi : amindoi/shamindoi (roum. amândoi) « (tous) les deux », (sh)amintrei (roum. toți trei), « (tous) les trois », (sh)aminpatru (roum. toți patru) « (tous) les quatre », (sh)amintsintsi (roum. toți cinci) « (tous) les cinq ».

#### Le verbe
Les verbes aroumains sont groupés en quatre classes de conjugaison, comme les verbes roumains. Dans la 1re et dans la 4e il y a deux sous-classes : verbes sans suffixe et verbes à suffixe.

##### Indicatif présent
L’indicatif présent est la forme de base du verbe en grammaire de l’aroumain. Celle de la 1re personne du singulier est donnée en entrée dans les dictionnaires. Exemples de conjugaison de verbes réguliers :
| 1re conj.           | 1re conj. à suffixe       | 2e conj.    | 3e conj.    | 4e conj.        | 4e conj. à suffixe  |
| ------------------- | ------------------------- | ----------- | ----------- | --------------- | ------------------- |
| cãntu « je chante » | lucredzu « je travaille » | cad(u)      | bat(u)      | dormu           | grescu „grăiesc”    |
| cãntsã              | lucredz                   | cadz        | bats        | dornji          | greshti             |
| cãntã               | lucreadzã                 | cadi / cade | bati / bate | doarmi / doarme | greashti / greashte |
| cãntãm(u)           | lucrãm(u)                 | cãdem(u)    | batim(u)    | durnjim(u)      | grim(u)             |
| cãntats             | lucrats                   | cãdets      | batits      | durnjits        | grits               |
| cãntã               | lucreadzã                 | cad(u)      | bat(u)      | dormu           | grescu              |

##### Temps passés de l’indicatif
À l’indicatif imparfait, la 3e personne du pluriel est identique à la 3e personne du singulier.
| 1re conj.              | 2e conj. | 3e conj. | 4e conj. |
| ---------------------- | -------- | -------- | -------- |
| cãntam « je chantais » | cãdeam   | bãteam   | durnjam  |
| cãntai                 | cãdeai   | bãteai   | durnjai  |
| cãnta                  | cãdea    | bãtea    | durnja   |
| cãntam                 | cãdeam   | bãteam   | durnjam  |
| cãntats                | cãdeats  | bãteats  | durnjats |
| cãnta (roum. cântau)   | cãdea    | bãtea    | durnja   |

À la différence du roumain, l’indicatif passé simple est utilisé dans la langue parlée, même plus souvent que le passé composé. On distingue verbes à accent sur la désinence (ceux du tableau ci-dessous) et verbes à accent sur le radical.
| 1re conj.                | 2e conj.                | 3e conj.               | 4e conj.                  |
| ------------------------ | ----------------------- | ---------------------- | ------------------------- |
| cãntai « je chantai »    | cãdzui                  | bãtui                  | durnjii                   |
| cãntash                  | cãdzush                 | bãtush                 | durnjish                  |
| cãntã                    | cãdzu                   | bãtu                   | durnji                    |
| cãntãm (roum. cântarăm)  | cãdzum (roum. căzurăm)  | bãtum (roum. băturăm)  | durnjim (roum. dormirăm)  |
| cãntat (roum. cântarăți) | cãdzut (roum. căzurăți) | bãtut (roum. băturăți) | durnjit (roum. dormirăți) |
| cãntarã                  | cãdzurã                 | bãturã                 | durnjirã                  |

Les verbes à accent sur le radical ont la désinence -sh(u) à la 1re personne du singulier : scoshu (roum. scosei) « je sortis » (transitif direct), aprimshu (roum. aprinsei) « j’allumai », dushu (roum. dusei) « je menai ».
À l’indicatif passé composé, le verbe auxiliaire am « avoir » prend ses formes complètes, et il est le seul qu’on utilise.
| Aroumain                   | Roumain    |
| -------------------------- | ---------- |
| am cãntatã « j’ai chanté » | am cântat  |
| ai cãntatã                 | ai cântat  |
| are cãntatã                | a cântat   |
| avem cãntatã               | am cântat  |
| avets cãntatã              | ați cântat |
| au cãntatã                 | au cântat  |

À la différence du roumain, l’indicatif plus-que-parfait synthétique ne s’est pas conservé en aroumain. Il a été remplacé par un plus-que-parfait analytique, comme le français, avec l’auxiliaire am « avoir » à l’imparfait.
| aveam cãntatã (roum. cântasem) « j’avais chanté » |
| aveai cãntatã                                     |
| avea cãntatã                                      |
| aveam cãntatã                                     |
| aveats cãntatã                                    |
| avea cãntatã                                      |

##### Temps futurs de l’indicatif
Il y a plusieurs formes d’indicatif futur, dont la plus répandue se construit avec le verbe voi « vouloir » à la 3e personne du singulier de l’indicatif présent (va) pour toutes les personnes du futur + le subjonctif présent (voir ci-après) : va s-cãntu (roum. voi cânta) « je chanterai ».
L’indicatif futur antérieur se forme avec va + le subjonctif passé composé : va s-am cãntatã (roum. voi fi cântat) « j’aurai chanté ».

##### Subjonctif
Le subjonctif a quatre formes temporelles en aroumain (deux en roumain) : présent, imparfait, passé simple et passé composé. Il est utilisé avec la conjonction sã ayant trois autres variantes : se, si et s-.
Contrairement au roumain, au subjonctif présent, à la 1re conjugaison, la 3e personne ne diffère pas de la même personne de l’indicatif présent.
| 1re conj.                 | 1re conj. à suffixe | 2e conj.   | 3e conj.   | 4e conj.     | 4e conj. à suffixe |
| ------------------------- | ------------------- | ---------- | ---------- | ------------ | ------------------ |
| s-cãntu « que je chante » | s-lucredzu          | s-cad(u)   | s-bat(u)   | s-dormu      | s-grescu           |
| s-cãntsã                  | s-lucredz           | s-cadz     | s-bats     | s-dornji     | s-greshti          |
| s-cãntã (roum. să cânte)  | s-lucreadzã         | s-cadã     | s-batã     | s-doarmã     | s-greascã          |
| s-cãntãm(u)               | s-lucrãm(u)         | s-cãdem(u) | s-batim(u) | s-durnjim(u) | s-grim(u)          |
| s-cãntats                 | s-lucrats           | s-cãdets   | s-batits   | s-durnjits   | s-grits            |
| s-cãntã (roum. să cânte)  | s-lucreadzã         | s-cadã     | s-batã     | s-doarmã     | s-greascã          |

Subjonctif imparfait: s-cãntam (s- + l’indicatif imparfait).
Subjonctif passé composé: s-am cãntatã (s- + l’indicatif passé composé).
Subjonctif plus-que-parfait: s-aveam cãntatã (s- + l’indicatif plus-que-parfait).

##### Conditionnel
Le conditionnel présent n’est pas analytique, comme en roumain, mais synthétique, comme en français, les désinences étant ajoutées à la forme de l’infinitif.
| s-cãntarim (roum. aș cânta) « je chanterais » |
| s-cãntari                                     |
| s-cãntare/cãntari                             |
| s-cãntarim                                    |
| s-cãntarit                                    |
| s-cãntare/cãntari                             |

Le conditionnel passé se forme le plus souvent avec l’imparfait du verbe voi « vouloir », à la forme unique vrea pour toutes les personnes + le conditionnel présent : vrea s-cãntarim (roum. aș fi cântat) « j’aurais chanté ».

##### Impératif
À l’impératif, à part les formes de la 2e personne semblables à celles du roumain (impératif proprement dit), il y a aussi des formes pour la 1re personne, avec la conjonction as (empruntée au grec) + le subjonctif présent et, à la 3e personne, outre la conjonction s(ã), on utilise aussi las + le subjonctif présent.
| 1re conj.                                            | 1re conj. à suffixe | 2e conj.     | 3e conj.     | 4e conj.       | 4e conj. à suffixe |
| ---------------------------------------------------- | ------------------- | ------------ | ------------ | -------------- | ------------------ |
| as cãntu! (roum. să cânt!) « que je chante ! »       | as lucredzu!        | as cad(u)!   | as bat(u)!   | as dormu!      | as grescu!         |
| cãntã!                                               | lucreadzã!          | cade!        | bate!        | dornji!        | grea!              |
| las cãntã! (roum. să cânte!) « qu’il/elle chante ! » | las lucreadzã!      | las cadã!    | las batã!    | las doarmã!    | las greascã!       |
| as cãntãm(u)!                                        | as lucrãm(u)!       | as cãdem(u)! | as batim(u)! | as durnjim(u)! | as grim!           |
| cãntats!                                             | lucrats!            | cãdets!      | bãtets!      | durnjits!      | grits!             |
| las cãntã!                                           | las lucreadzã!      | las cadã!    | las batã!    | las doarmã!    | las greascã!       |

L’infinitif aroumain n’ayant pas de forme brève (voir ci-après), l’impératif négatif de la 2e personne du singulier a la même forme que l’affirmatif : nu cãntã! (roum. nu cânta!) « ne chante pas ! ».

##### Modes impersonnels
L’infinitif n’a qu’une forme longue, héritée du latin.
| 1re conj.                     | 2e conj.          | 3e conj.        | 4e conj.            |
| ----------------------------- | ----------------- | --------------- | ------------------- |
| cãntare / cãntari « chanter » | cãdeare / cãdeari | batire / batiri | durnjire / durnjiri |

Au gérondif, au suffixe hérité du latin on ajoute -a ou -alui :
| 1re conj.                                       | 2e conj.      | 3e conj.     | 4e conj.       |
| ----------------------------------------------- | ------------- | ------------ | -------------- |
| cãntãnda(lui) (roum. cântând) « (en) chantant » | cãdzãnda(lui) | bãtãnda(lui) | durnjinda(lui) |

Au participe il y a une seule forme pour le masculin et le féminin singulier, la même qui en roumain est celle du féminin singulier.
| 1re conj.                                 | 2e conj. | 3e conj. | 4e conj. |
| ----------------------------------------- | -------- | -------- | -------- |
| cãntatã (roum. cântat, -ă) « chanté, -e » | cãdzutã  | bãtutã   | durnjitã |

Les verbes de la 3e conjugaison appelés « à accent sur le radical » ont des désinences différentes : arsu (roum. ars) « brûlé », aprimtu (roum. aprins) « allumé », coptu (roum. copt) « cuit ».

### Syntaxe
La syntaxe de l’aroumain ne diffère pas essentiellement de celle du roumain.

#### Détermination par l’article défini
L’article défini est employé dans plus de cas qu’en roumain. Par exemple dans le domaine du nom, il peut être utilisé avec les noms propres de personnes aussi : Goglu (littéralement « le Gogu »).
Dans le domaine de l’adjectif, l’article défini intervient dans la formation du superlatif relatif : cama marlji (roum. cei mai mari) « les plus grands ».
L’article défini correspond à l’article démonstratif du roumain dans le domaine du numéral aussi. La détermination définie du numéral cardinal se fait avec l’article défini : doilji sots (roum. cei doi tovarăși) « les deux compagnons ». L’heure aussi est exprimée à l’aide de l’article défini : tu treile oare (roum. la ora trei) « à trois heures ». Le numéral collectif reçoit également l’article défini [shamintreilji cãnj (roum. toți cei trei câini) « les trois chiens »], et le numéral ordinal se forme à partir du cardinal avec l’article défini : shasile (roum. al șaselea) « le sixième », noaulu (roum. al nouălea) « le neuvième ».
Dans le syntagme nom + adjectif démonstratif + épithète, le nom reçoit toujours l’article défini, et l’adjectif peut être utilisé avec ou sans article (en roumain seul le nom reçoit l’article) : omlu atsel bun ou omlu atsel bunlu (roum. omul acela bun) « cet homme bon ».

#### Particularités dans l’expression du sujet et de certains compléments
Les formes du pronom personnel des 1re et 2e personne du singulier pour exprimer le sujet dans les parlers du Nord peuvent être celle d’accusatif, mine/mini et tine/tini à la place de io et tu respectivement. Caragiu Marioțeanu 1997 les recommande même en tant que norme : mini lucredzu « je travaille », tini lucredz « tu travailles ». Par contre, dans les parlers du Sud on emploie parfois io en fonction de complément d'objet indirect prépositionnel : Tsãni-ti di mini/io « Accroche-toi à moi ».
Le complément d'objet direct exprimé par un pronom personnel est en général utilisé sans préposition (en roumain toujours avec la préposition pe) : nu ti voi tine (roum. nu te vreau pe tine) « je ne te veux pas, toi ».
Il est plus fréquent qu’en roumain d’anticiper le COD nom par un pronom personnel forme atone, c’est-à-dire y compris lorsqu’il s’agit d’un nom d’inanimé : Unã intratã n casã, o bagã chiatra sun limbã (roum. Cum a intrat în casă, pune piatra sub limbă) « Une fois entré(e) dans la maison, il/elle met la pierre sous sa langue ».
Le complément circonstanciel de lieu exprimé par un nom de localité se construit le plus souvent sans préposition [Mi duc Bitule (roum. Mă duc la Bitolia) « Je vais à Bitola »], et parfois avec préposition : S-dusi n Sãrunã (rom. Se duse la Salonic) « Il/Elle alla à Salonique ».

#### Fonctions detse/tsi
Tse/tsi est principalement pronom interrogatif-relatif. En tant que tel, il est plus fréquent que cari/care, aussi bien en fonction de sujet [ficiorlu tsi vini (roum. feciorul care vine) « le gars qui vient »], que dans d’autres fonctions syntaxiques, mais toujours sans préposition : Fu dus tu odãlu tse era shi feata (roum. Fu dus în odaia în care era și fata) « Il fut conduit dans la chambre où était la fille aussi ».
Ce mot peut être conjonction dans la phrase complexe : Avea trei anj tsi ira dus (roum. Erau trei ani de când era dus) « Cela faisait trois ans qu’il était parti », El o catsã oaia di gurmadzu tsi s-nu zghiară (roum. Prinde oaia de grumaz, ca să nu behăie) « Il tient le mouton par le cou, pour qu’il ne bêle pas ».

#### Fonctions de l’infinitif
L’infinitif est utilisé surtout avec sa valeur substantivale. Avec sa valeur verbale, il est moins employé, dans les cas suivants :
- dans la construction impersonnelle avec va ou lipseashte « il faut » : Va scriare unã carte (roum. Trebuie să se scrie o scrisoare) « Il faut écrire une lettre », Lipseashte zburãre cu un mastur (roum. Trebuie vorbit cu un meșter) « Il faut s’adresser à un artisan » ;
- en tant que complément circonstanciel de but sans préposition de certains verbes de mouvement : Vru s-ducã avinare (roum. Vru să se ducă să vâneze) « Il voulut aller chasser » ;
- dans un syntagme équivalent d’une proposition subordonnée, avec l’adverbe unã : Unã strigare, tutsi se-adunarã (roum. Îndată ce strigă, toți se adunară) « Aussitôt qu’il/elle cria, tous se rassemblèrent » ;
- en tant que complément, avec plusieurs prépositions : di/ti/tã/trã/tu mãcare (roum. de mâncat) « à manger », […] n-casã no-avea nitsi un lemnu ti vãtãmare shoaritslji « [il était tellement pauvre, qu’]il n’avait dans sa maison même pas un bout de bois pour tuer les souris ».

##### Fonctions du participe
Le participe est utilisé également avec certaines autres fonctions qu’en roumain :
- à sens actif : duruta mumã (roum. mama iubitoare) « la mère aimante » ;
- à la place de l’infinitif à valeur substantivale : tru ishitã din hoarã (roum. la ieșirea din sat) « à la sortie du village » ;
- dans un syntagme équivalent d’une subordonnée, avec l’adverbe unã : Unã intratã n casã, o bagã chiatra sun limbã (roum. Cum a intrat în casă, pune piatra sub limbă) « Une fois entré(e) dans la maison, il/elle met la pierre sous sa langue » ;
- avec le préfixe négatif ni-, devenant ainsi l’équivalent d’une proposition : Tini, nivinitã, vrei s-fudzi? (roum. Tu, abia ai venit și vrei să pleci?) « À peine venu(e), tu veux déjà partir ? »

#### Particularités dans l’ordre des mots
L’une de ces particularités est présente dans le syntagme du nom avec article indéfini et alt, -ã « un(e) autre » : altã unã bisearicã (roum. o altă biserică) « une autre église ».
L’article défini est en général postposé, mais pas toujours. Au génitif-datif féminin singulier, certains noms peuvent avoir l’article défini postposé ou antéposé : ali featã ou a featiljei « à/de la fille ». Avec d’autres noms, l’article est seulement antéposé. C’est le cas de certains noms communs féminins de personne (ali dadã « à/de la mère ») et celui des noms propres de personnes, féminins et masculins : ali Ghene « à/de Ghena » (fém.), al Griva « à/de Griva » (masc.).
Une autre particularité est l’antéposition du COD exprimé par un pronom personnel forme atone non seulement au présent (comme en roumain), mais aussi au passé composé : u am vidzutã (roum. am văzut-o) « je l’ai vue ». Par contre, lorsque le verbe est au futur sans la conjonction sã, le pronom est placé après l’auxiliaire : va ti ved (roum. te voi vedea) « je te verrai ».

## Lexique
La partie fondamentale du lexique aroumain est formée pour la plupart de mots hérités du latin et la langue s’est enrichie au cours du temps par des emprunts aux langues voisines, ainsi que par la formation de mots sur son propre terrain, surtout par dérivation.

### Mots hérités
Le lexique de base de l’aroumain est principalement hérité du latin. Il est significatif que la liste Swadesh de 207 mots de l’aroumain est composée pour 92 % de mots de cette origine.
L’aroumain conserve des mots et des sens latins absents dans les autres langues romanes orientales : bash/bashiu (roum. sărut) : « j’embrasse » ; cusurin(u) (roum. văr) : « cousin » ; dimãndari/dimãndare (roum. poruncă) : « commandement, ordre »; uin(u) (roum. de oaie) : « ovin » (adj.) ; agiun(u) (roum. flămând) : « affamé » (cf. français « à jeun ») ; fumealji/fumealje (roum. familie – mot emprunté copii) : « famille, enfants » ; largu (roum. departe) : « loin » ; vatãm(u) (roum. ucid) : « je tue » ; mur(u) (roum. zid) : « mur » ; cãtinã (roum. lanț) : « chaîne » ; ermu (roum. pustiu) : « désert » (adj.) ;  fleamã (roum. flacără) : « flamme » ; mes (roum. lună) : « mois » ; etã (roum. vârstă, secol) : « âge, siècle » (cf. albanais jetë) ; etc.

### Emprunts
Les emprunts anciens proviennent principalement des autres langues sud-danubiennes. Les plus nombreux sont grecs : pirazmo « diable », cãrãvidhã « écrevisse », yramã « lettre » (caractère), xen « étranger »,  anarga « lentement », tora « maintenant », etc.
D'autres emprunts anciens proviennent des langues suivantes :
- langues slaves : cucot « coq », gaidã « cornemuse », nimal « assez » ;
- albanais : banã « vie », gumar « âne » ;
- turc : cãsãbã « ville », huzmichiar « domestique » (nom), zurlu « fou ».

Les emprunts actuels sont en général des mots romans entrés dans d’autres langues aussi. Chez Caragiu Marioțeanu (1997) apparaissent servescu « je sers », poezie, poetu, hotelu, pronumi interogativu, pronunțari « prononciation », controversâ, vocalâ « voyelle », consoanâ, neologismi. Ballamaci introduit dans son manuel des mots romans entrés en albanais aussi : vizitari « visiter », agensiă « agence », tur / giro « tour » (terme de tourisme), interesant, turistic, dacord (cf. roum. de acord, français « d’accord »).

### Formation des mots

#### Dérivation
Certains affixes de l'aroumain existent en roumain, d’autres sont empruntés à d'autres langues.
Suffixes spécifiques :
- -ame : bãrbatame (roum. mulți bărbați) « beaucoup d’hommes », urãtsame (roum. urâțenie) « laideur » ;
- -ic, -icã : frãtic (roum. frățior) « petit frère, frérot », fiticã (roum. fetiță) « fillette » ;
- -ice : gurice (roum. guriță) « petite bouche » ;
- -inã : fucurinã roum. (loc unde s-a făcut foc) « endroit où l’on a fait du feu » ;
- -ãriu : vãcãriu (roum. mulțime de vaci) « multitude de vaches » ;
- -ish : muntish (roum. de munte) « de montagne » ;
- -iu : limniu (roum. grămadă de lemne) « tas de bois » ;
- -ut : plãngut (roum. plânset) « sanglots ».

Préfixes spécifiques :
- xenu- (du grec) : xenulucredzu (roum. lucrez lucru străin) « je fais un travail qui n’est pas le mien », xenuzburãscu (roum. vorbesc aiurea) « je parle n’importe comment, mal » ;
- para- (du grec) : parafac (roum. fac prea mult) « je fais trop », paralucredz (roum. lucrez prea mult), « je travaille trop » ;
- sum- : sumarãd (roum. râd reținut) « je ris avec retenue »

#### Composition
En aroumain il y a des mots composés communs avec le roumain mais aussi des compositions propres : njadzã-iarnã « mi-hiver », tsiripãne (de tseare « il/elle demande + pãne « pain ») « mendiant », ayru-cucot « coq de bruyère », tindugumar (de tindu « je tends » + gumar « âne ») « paresseux ».
Il y a aussi des mots composés d’un élément existant et d’un autre dépourvu de sens ayant le même nombre de syllabes que le premier, et qui rime avec celui-ci : Astãdz mi dush s-acumpãr zahãre-mahãre, sare-mare, carne-marne, fãrinã-mãrinã… « Aujourd’hui j’allai acheter du sucre, du sel, de la viande, de la farine… ».